# Mont Ngaoui
Der Ngaoui, auch Ngaui, ist mit 1410 m der höchste Berg der Zentralafrikanischen Republik. Er liegt an der Grenze zu Kamerun im Hochland von Adamaua in der Präfektur Ouham-Pendé.
Er gehört zur Gebirgsregion des Yadé-Massiv (Karre Mountains) im Hochland von Adamaua.